# Lola Lafon
Pour les articles homonymes, voir Lafon.
Lola Lafon est une écrivaine, chanteuse, compositrice et une féministe, libertaire française née le 28 janvier 1974 à Paris.

## Biographie

### Famille et enfance
Lola Lafon naît à Paris, d'un père français, professeur de littérature française, et d'une mère russo-polonaise qui, enfant juive, fut cachée à Vif, en Isère, et au Chambon-sur-Lignon,,, : Henri et Jeanne Lafon. Le frère de sa grand-mère, Ida, est Alter Mojsze Goldman. Elle grandit en Bulgarie avec sa sœur aînée Isabelle Lafon, comédienne et metteur en scène, puis en Roumanie,,, jusqu'à l’âge de 12 ans, à l'époque du régime de Nicolae Ceaușescu. Ses parents sont communistes, et professeurs, de littérature ; son père est « spécialiste de la littérature des Lumières », et plus particulièrement « spécialiste de Diderot ». Ils reviennent en France au milieu des années 1980.

### Jeunesse et formation
Elle étudie l'anglais à la Sorbonne, puis part en tant que fille au pair à New York,, où elle suit une école de danse — elle danse depuis l’âge de 4 ans, du classique et du contemporain.
De retour en France, elle fréquente les squats, et les milieux autonomes. Au début des années 2000, elle crée le groupe de musique Leva, influencé par les musiques des Balkans, avec lequel elle enregistre son premier album Grandir à l'envers de rien en 2006, sorti chez Label Bleu.
Elle écrit également régulièrement des « textes sur l’anarcho-féminisme dans des fanzines », ainsi que des nouvelles, dont Ne m'aime pas, publiée dans la revue littéraire NRV en 1998.

## Parcours littéraire
Son premier roman, Une fièvre impossible à négocier, est publié en 2003 par Frédéric Beigbeder,, son premier livre en tant qu'éditeur. Celui-ci l’appelle alors qu'il vient d’arriver chez Flammarion pour lui dire : « Votre livre est génial : vous pouvez me croire, je suis éditeur depuis cinq minutes. »
Lola Lafon a raconté son parcours d'écrivaine depuis ce premier roman.
Outre des romans, elle a écrit plusieurs nouvelles, dont une pour jeunes adolescents en 2004 dans le recueil Bonnes Vacances (Gallimard Jeunesse) au profit du Secours populaire français. En 2010, elle participe au numéro d'avril de la revue littéraire NRF (Gallimard) sur la thématique Où en est le féminisme, avec l'article « Le chant des batailles désertées ». En 2018, elle contribue à plusieurs recueils de nouvelles dont Osons la Fraternité (Philippe Rey) ainsi que La Bataille du rail (Don Quichotte). Elle contribue régulièrement au magazine Le 1 ainsi qu'au quotidien Le Monde. Depuis janvier 2023, elle tient une chronique mensuelle dans le quotidien Libération.

### Une fièvre impossible à négocier
Une fièvre impossible à négocier se déroule au sein de la mouvance autonome parisienne de la fin des années 1990. Dans le milieu des squats, la narratrice s'engage avec des militants anarchistes dans les luttes antifascistes. Selon Libération, l'ouvrage est « un livre autobiographique qui flirte avec la fiction pour mieux digérer sa propre histoire. »

### Nous sommes les oiseaux de la tempête qui s'annonce
Nous sommes les oiseaux de la tempête qui s'annonce, « conte, mais insurrectionnel et féministe », est construit autour des évènements du Haymarket Square qui ont eu lieu à Chicago au XIXe siècle.

### La Petite Communiste qui ne souriait jamais
La Petite Communiste qui ne souriait jamais, sorti en janvier 2014, est centré sur Nadia Comăneci, jeune gymnaste roumaine de quatorze ans, découverte aux Jeux olympiques d'été de 1976.
Récompensé de plusieurs prix, l'ouvrage est « un best-seller écoulé à 100 000 exemplaires toutes éditions confondues » dix-huit mois après sa sortie. Il est traduit dans douze pays, dont les États-Unis.

### Mercy, Mary, Patty
Mercy, Mary, Patty, paru en août 2017, se penche sur l'enlèvement en 1974 de Patricia Hearst,.

### Chavirer
Chavirer, paru en août 2020, vendu à plus de 100 000 exemplaires, toutes éditions confondues rencontre un grand succès public et critique ; il est traduit dans plus de quinze langues.

### Quand tu écouteras cette chanson
Quand tu écouteras cette chanson, sorti en 2022, est fondé sur son expérience de 2021, lorsqu'elle passe une nuit à la Maison Anne Frank, à Amsterdam, dans l'annexe où Anne Frank a rédigé son Journal. Le récit a rencontré un grand succès public et critique et remporté trois prix.

## Musique
Lola Lafon a sorti un premier album … Grandir à l'envers de rien en 2006 (Bleu electric/Label Bleu).
Lola Lafon a créé un concert-lecture autour de son deuxième roman De ça je me console, dont la dernière représentation a eu lieu au Théâtre des Bouffes-du-Nord en juillet 2010. La première du concert-lecture La Petite Communiste qui ne souriait jamais a eu lieu à la Maison de la Poésie en février 2014, et s'est terminée en décembre 2015 au théâtre de la Cité internationale, création saluée par la critique.

## Décoration
- 2022 :  Officière de l'ordre des Arts et des Lettres[20]

## Œuvre écrite

### Romans, récits
- Une fièvre impossible à négocier, Flammarion, 2003 (ISBN 9782080685049)[21]
- De ça je me console, Flammarion, 2007 (ISBN 9782081206823)
- Nous sommes les oiseaux de la tempête qui s'annonce, Flammarion, 2011 (ISBN 2081221225)
- La Petite Communiste qui ne souriait jamais, Actes Sud, 2014, 272 p. (ISBN 978-2-330-02728-5, OCLC 868582097)
- Mercy, Mary, Patty, Actes Sud, 2017, 240 p. (ISBN 978-2-330-08178-2)
- Chavirer, Actes Sud, 2020 (ISBN 9782330139353)
- Quand tu écouteras cette chanson, Stock, 2022, 180 p. (ISBN 978-2-234-09247-1)[18]
- Il n'a jamais été trop tard, Paris, Stock, 2025, 226 p. (ISBN 978-2-234-09787-2, OCLC 1494972111)

#### Prix et nominations
- Pour Une fièvre impossible à négocier : Prix A tout lire[22] 2003
- Pour De ça je me console : Sélection prix de Flore 2007
- Pour Nous sommes les oiseaux de la tempête qui s'annonce :
  - Prix Coup de cœur de la 25e heure au salon du 💷 ivre du Mans[22]
  - Finaliste du prix Marie-Claire[22]
  - Sélection du prix Françoise-Sagan[23]
- Pour La Petite Communiste qui ne souriait jamais : 
  - Prix de la Closerie des Lilas[24] 2014
  - Prix Ouest-France Étonnants Voyageurs[25] 2014
  - Grand prix de l'héroïne Madame Figaro 2014
  - Prix Jules-Rimet[26] 2014
  - Prix Version Fémina-FNAC[27] 2014
  - Prix littéraire d'Arcachon[28] 2014
  - Prix des lecteurs de Levallois[29] 2014
  - Prix du Café littéraire de Sainte-Cécile-les-Vignes[30] (Prix Calibo) 2014
  - Sélection Roman des étudiants France Culture-Télérama 2014[31], sélection du Prix Paris Diderot-Esprits libres[32] 2014, Globe de cristal (arts et culture) 2015
  - Finaliste du prix du Livre Inter 2014, du prix Orange du Livre[33] 2014
- Pour Mercy, Mary, Patty : Finaliste du prix du roman des étudiants France Culture-Télérama 2017[34]
- Pour Chavirer :
  - Lauréate du prix Landerneau des lecteurs 2020 et du prix du roman des étudiants France-Culture Télérama
  - Sélection du Goncourt, du Fémina, du Flore, du prix Décembre ; finaliste du prix FNAC, du Goncourt des lycéens 2020 et du Fémina des lycéens ; choix Goncourt de la Suisse
- Pour Quand tu écouteras cette chanson :
  - Prix Décembre 2022[35]
  - Prix littéraire des Inrockuptibles 2022[36]
  - Grand prix des lectrices de ELLE, catégorie non-fiction 2023[37]

### Nouvelles
- Ne m'aime pas[4], revue NRV, 1998
- Collectif, Bonnes vacances, coll. « Scripto », Gallimard Jeunesse, 2004 ; écriture d'une nouvelle dans le recueil collectif
- Veuves de personne, Muze, 2016
- Nouvelle inédite dans le hors-série du magazine Le 1, Onze histoires de séduction, été 2018
- Vague à l'âme, Zadig, 2021

### Articles
- « Aubron, Ménigon : une vengeance d'État », Libération, 1er juin 2004. [lire en ligne]
- « Le Journal de l'écrivain », Libération, 1er décembre 2007 [lire en ligne]
- « Le chant des batailles désertées », in Où en est le féminisme, NRF (Gallimard), no 593, avril 2010
- « Affaire Roman Polanski : les filles de rien et les hommes entre eux », coécrit avec Peggy Sastre, tribune, Libération, 21 juillet 2010 [lire en ligne]
- « La semaine de l'écrivain », Libération, 11 juin 2011 [lire en ligne]
- Le Loup, l'épée et les étoiles, recueil d'articles parus dans la presse, septembre 2021, Éditions de l'Aube

### Scénarios
- 2021 : H24 (série télévisée), épisode 8 14 h - Je serai reine

## Discographie

### Albums solo
- … Grandir à l'envers de rien, 2006 (Label Bleu/Bleu électric)
- Une vie de voleuse, 2011 (Le chant du Monde/Harmonia Mundi)

### Interprétations
- Interprète la chanson Clair[38] sur la BO du film Elles ne pensent qu'à ça... de Charlotte Dubreuil, BMG, 1994
- Interprète la chanson Anna Livia sur des paroles de l'écrivain Yannick Haenel, dans le livre-disque Fantaisie littéraire, 2008
- Interprète Göttingen de Barbara sur l'album de Jean Corti Fiorina, WEA 2009

## Spectacles
- De ça je me console, Festival Fragile aux Bouffes du Nord 2008
- Irrévérence(s) de Marie-Agnès Gillot et Lola Lafon : danse, lecture et chant, par les deux artistes[39], Festival In d'Avignon 2014
- La Petite Communiste, concert lecture, avec Julien Rieu de Pay (basses et guitare) et Olivier Lambert (guitares et machines), création Maison de la poésie, 2014 ; et tournées : Théâtre de la Cité Internationale, 2015 ; Cité universitaire, 2016[40]
- Le Mur invisible[41], création accompagnée de la violoncelliste Maeva Le Berre en juin 2015 au musée de la Chasse et de la Nature à Paris. Ce spectacle, coproduit par la Comédie de Reims et mis en scène par Chloé Dabert, a fait partie de la programmation officielle du festival d'Avignon en 2021.Un état de nos vies, création co-produite par le Théâtre du Rond-Point, avec le musicien Olivier Lambert, et mis en scène par Emmanuel Noblet. https://www.theatredurondpoint.fr/spectacle/un-etat-de-nos-vies/. Le spectacle créé à l'automne 2023 est repris en Mai 2024.

### Presse
- Hubert Artus, « Lola Lafon ou la contre-narration réussie », nouvelobs.comRue89, 26 novembre 2007.
- CultureCie : « Lola Lafon ou l'art de vie »